# Giải vô địch bóng đá trẻ châu Á 1986
Giải vô địch bóng đá trẻ châu Á 1986 diễn ra tại Riyadh, Ả Rập Xê Út.  Ả Rập Xê Út đánh bại  Bahrain trong trận chung kết và trở thành nhà vô địch lần đầu tiên trong lịch sử.

## Vòng bảng

### Bảng A
| Đội         | ST | T | H | B | BT | BB | HS  | Đ |
| ----------- | -- | - | - | - | -- | -- | --- | - |
| Ả Rập Xê Út | 3  | 3 | 0 | 0 | 13 | 1  | +12 | 6 |
| Qatar       | 3  | 2 | 0 | 1 | 7  | 3  | +4  | 4 |
| Ấn Độ       | 3  | 0 | 1 | 2 | 2  | 8  | −6  | 1 |
| Indonesia   | 3  | 0 | 1 | 2 | 1  | 11 | −10 | 1 |

| Qatar | 3 – 0 | Indonesia |
| ----- | ----- | --------- |
|       |       |           |

| Ả Rập Xê Út | 4 – 0 | Ấn Độ |
| ----------- | ----- | ----- |
|             |       |       |

| Ấn Độ | 1 – 3 | Qatar |
| ----- | ----- | ----- |
|       |       |       |

| Ả Rập Xê Út | 7 – 0 | Indonesia |
| ----------- | ----- | --------- |
|             |       |           |

| Ấn Độ | 1 – 1 | Indonesia |
| ----- | ----- | --------- |
|       |       |           |

| Ả Rập Xê Út | 2 – 1 | Qatar |
| ----------- | ----- | ----- |
|             |       |       |

### Bảng B
| Đội               | ST | T | H | B | BT | BB | HS  | Đ |
| ----------------- | -- | - | - | - | -- | -- | --- | - |
| Bahrain           | 3  | 2 | 1 | 0 | 9  | 1  | +8  | 5 |
| CHDCND Triều Tiên | 3  | 2 | 0 | 1 | 4  | 1  | +3  | 4 |
| Hàn Quốc          | 3  | 1 | 1 | 1 | 9  | 2  | +7  | 3 |
| Sri Lanka         | 3  | 0 | 0 | 3 | 0  | 18 | −18 | 0 |

| Bahrain | 1 – 1 | Hàn Quốc |
| ------- | ----- | -------- |
|         |       |          |

| Sri Lanka | 0 – 3 | CHDCND Triều Tiên |
| --------- | ----- | ----------------- |
|           |       |                   |

| CHDCND Triều Tiên | 0 – 1 | Bahrain |
| ----------------- | ----- | ------- |
|                   |       |         |

| Sri Lanka | 0 – 8 | Hàn Quốc |
| --------- | ----- | -------- |
|           |       |          |

| Bahrain | 7 – 0 | Sri Lanka |
| ------- | ----- | --------- |
|         |       |           |

| CHDCND Triều Tiên | 1 – 0 | Hàn Quốc |
| ----------------- | ----- | -------- |
|                   |       |          |

## Vòng loại trực tiếp
|  | Bán kết           | Bán kết |               |   | Chung kết | Chung kết |
|  |                   |         |               |   |           |           |
|  | 8 tháng 12        |         |               |   |           |           |
|  |                   |         |               |   |           |           |
|  | Ả Rập Xê Út       | 2       |               |   |           |           |
|  | Ả Rập Xê Út       | 2       | 10 tháng 12   |   |           |           |
|  | CHDCND Triều Tiên | 0       |               |   |           |           |
|  | CHDCND Triều Tiên | 0       | Ả Rập Xê Út   | 2 |           |           |
|  | 8 tháng 12        |         | Ả Rập Xê Út   | 2 |           |           |
|  |                   | Bahrain | 0             |   |           |           |
|  | Bahrain           | Bahrain | 0             | 2 |           |           |
|  | Bahrain           |         |               | 2 |           |           |
|  | Qatar             | 0       |               |   |           |           |
|  | Qatar             | 0       | Tranh hạng ba |   |           |           |
|  |                   |         |               |   |           |           |
|  | 10 tháng 12       |         |               |   |           |           |
|  |                   |         |               |   |           |           |
|  | CHDCND Triều Tiên | 1       |               |   |           |           |
|  | CHDCND Triều Tiên | 1       |               |   |           |           |
|  | Qatar             | 0       |               |   |           |           |

### Bán kết
| Ả Rập Xê Út | 2 – 0 | CHDCND Triều Tiên |
| ----------- | ----- | ----------------- |
|             |       |                   |

| Bahrain | 2 – 0 | Qatar |
| ------- | ----- | ----- |
|         |       |       |

### Tranh hạng ba
| CHDCND Triều Tiên | 1 – 0 | Qatar |
| ----------------- | ----- | ----- |
|                   |       |       |

### Chung kết
| Ả Rập Xê Út | 2 – 0 | Bahrain |
| ----------- | ----- | ------- |
|             |       |         |

## Vô địch
| Giải vô địch bóng đá trẻ châu Á 1986 |
| ------------------------------------ |
| · Ả Rập Xê Út · Lần đầu tiên         |

- Ả Rập Xê Út,  Bahrain tham dự Giải vô địch bóng đá trẻ thế giới 1987.